# Црква Свете Катарине у Бресју
Црква Свете Катарине у Бресју, насељеном месту на територији општине Косово Поље, на Косову и Метохији, припада Епархији рашко-призренској Српске православне цркве.

## Прошлост цркве
Првобитна црква Свете великомученице Катарине у Бресју била на сеоском гробљу, која је била мала црква брвнара, која је временом, од честих изливања реке Приштевке пропадала, па су сељани саградили нову у центру села. Вероватно је црква брвнара изграђена пошто је стару цркву порушио Јашар - паша Џинић.
У књизи „Задужбине Косова“ пише:
„Цркву Свете великомученице Катарине, заједно са црквама у Скуланеву, Крајишту и Сушици порушио је Јашар-паша Џинић из Приштине у 19. веку да би од њиховог материјала направио мостове на Ситници код Липљана и Враголије. После светских ратова 1918. и 1945. сељани су обновили цркву Свете Катарине“.

## Данашња црква
Данашња црква у центру села, по натпису који стоји изнад улазних врата грађена је од 1940. до 1962. године. У самој цркви постоји дрвени иконостас, и велико Распеће, а у олтарском делу, на поткуполном зиду је 1988. године насликана фреска Пресвете Богородице са Христом, дар Драгољуба Митића из Бресја са породицом.
Податке о изградњи цркве имамо и у запису на мермерној плочи на зиду у цркви: „Овај храм Свете вел. Катарине у селу Бресју подигоше грађани села Бресја својим радом и прилозима православних са Косова 1940 год. Доврши 1962 прота Трајко З. Трифуновић арх. намесник из Приштине. Освети га епископ призренски г. Павле 10 јуна 1962 год.“
На месту некадашње цркве брвнаре на гробљу подигнута мала црквица Свете Катарине 1980. године, која је и фрескописана, и која је данас гробна црква.

## Мартовски погром 2004.
У цркву је у мартовском погрому 2004. године убачен молотовљев коктел, и прозори полупани, али црква није запаљена.